# Christopher Schmieg
Christopher Schmieg (* 3. März 1989 in Esslingen) ist ein ehemaliger deutscher Radrennfahrer.

## Werdegang
Schmieg wurde 2005 auf der Bahn deutscher Jugendmeister in der Mannschaftsverfolgung der Jugendklasse. Im darauf folgenden Jahr gewann er auf der Straße eine Etappe bei der polnischen Rundfahrt Tour de la Région de Lodz. Außerdem gewann er 2006 und 2007 den deutschen Meistertitel in der Mannschaftsverfolgung der Juniorenklasse.
Im Erwachsenenbereich fuhr Schmieg 2008 Schmieg für das deutsche Team Ista, für das er den Prolog der Tour de Korea-Japan gewann. Nachdem sich das Team Ista zum Ende der Saison 2008 aufgelöste, startete Schmieg ab der Saison 2009 für das deutsche Continental Team Milram. Er gewann eine Etappe der Tour du Loir-et-Cher. Nach einer Saison beim Team Seven Stones im Jahr 2010, startete er nicht mehr für internationale Mannschaften.

## Erfolge

### Bahn
2005
- Deutscher Meister – Mannschaftsverfolgung (Jugend) sowie Deutscher Meister Mannschaftszeitfahren

2006
- Deutscher Meister – Mannschaftsverfolgung (Junioren) mit Fabian Schaar, Michael Riedle und Dominik Nerz

2007
- Deutscher Meister – Mannschaftsverfolgung (Junioren) mit Ralf Matzka, Michael Riedle und Jakob Steigmiller

### Straße
2008
- Prolog Tour de Korea-Japan

2009
- eine Etappe Tour du Loir-et-Cher